# دروازه مغربی‌ها

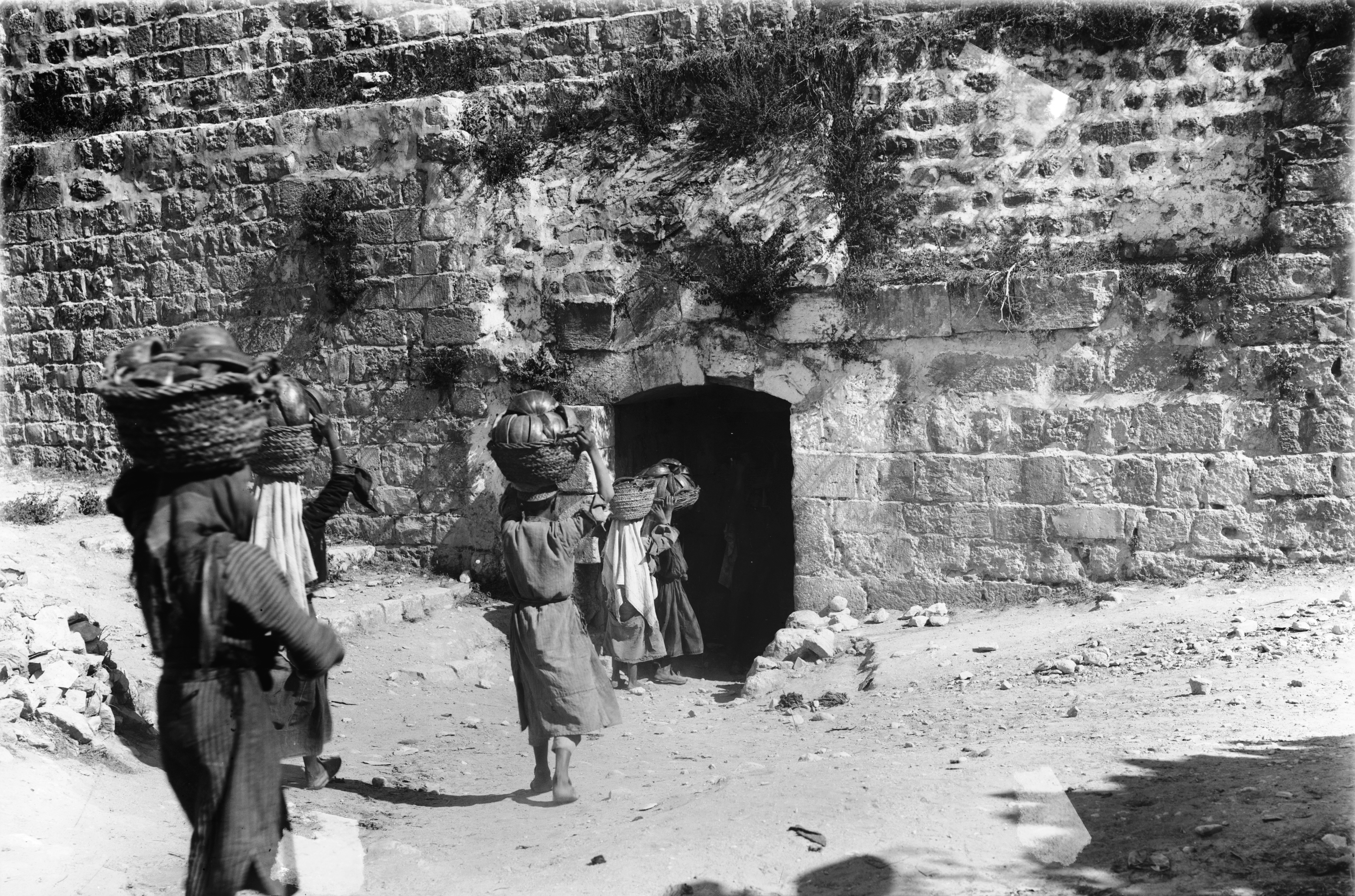
تصویری از باب‌المغاربه در سال 1940 میلادی، پیش از آنکه بزرگتر شود

باب‌المغاربه نام یکی از دروازه‌های حصار قدیمی شهر اورشلیم در اسرائیل است. باب‌المغاربه در نزدیکی گوشه جنوب شرقی شهر و در جنوب غربی کوه معبد (حرم شریف) واقع شده‌ است.